# Hartmut Raguse
Hartmut Raguse (* 5. Juni 1941 in Bromberg) ist ein Theologe und Psychoanalytiker deutscher Herkunft.
Raguse studierte zuerst Klassische Philologie, dann ab 1964 Evangelische Theologie an der Universität Göttingen. Er war zuerst Vikar und Pfarrer in Berlin und zog 1976 nach Basel, wo er eine psychoanalytische Praxis eröffnete. Mit einer Dissertation zur psychoanalytische Auslegung des Neuen Testaments wurde er 1992 an der Evangelisch-Theologischen Fakultät der Universität Basel zum Dr. theol. promoviert. Nach der Habilitation 1994 ernannte die Fakultät ihn 1998 zum Titularprofessor für Neues Testament und Hermeneutik.
Raguse gilt als „wichtigster Kritiker der letzten Jahre“ im Bereich der Christologie. Er beschäftigte sich mit den Theorien von Donald W. Winnicott und veröffentlichte Bücher über Psychoanalyse und die Bibel.
Er ist Mitglied der Deutschen Gesellschaft für Pastoralpsychologie und der Schweizerischen Gesellschaft für Psychoanalyse, seit 1997 als Ausbildner.

## Publikationen (Auswahl)
- Psychoanalyse und biblische Interpretation. Eine Auseinandersetzung mit Eugen Drewermanns Auslegung der Johannes-Apokalypse. Kohlhammer, Stuttgart 1993.
- Der Raum des Textes. Elemente einer transdisziplinären theologischen Hermeneutik. Kohlhammer, Stuttgart 1994.
- Sprach-Bilder. Psychosozial, Gießen 2013.
- Internalisierung und Strukturbildung. Psychosozial, Gießen 2013.
- "... und hat es doch erhellt". Texte zu Psychoanalyse, Theologie und Seelsorge. Hg. von Regine Munz und Ulrich Dällenbach. Zürich, TVZ 2021.
- Seelenräume. Psychoanalytische Hermeneutik und seelsorgerliche Reflexion.Hg. von Regine Munz und Ulrich Dällenbach. Kohlhammer, Stuttgart 2022.